# Nova Obodivka, Trosteaneț
Nova Obodivka (în ucraineană Нова Ободівка) este localitatea de reședință a comunei Nova Obodivka din raionul Trosteaneț, regiunea Vinnița, Ucraina.

## Demografie
Componența lingvistică a localității Nova Obodivka
     Ucraineană (97,99%)
     Rusă (1,48%)
     Alte limbi (0,13%)
Conform recensământului din 2001, majoritatea populației localității Nova Obodivka era vorbitoare de ucraineană (97,99%), existând în minoritate și vorbitori de rusă (1,48%).